# Llista d'episodis de Conan
Aquest article conté la llista dels 26 episodis de l'anime Conan, una sèrie de televisió japonesa de ciència-ficció postapocalíptica de Nippon Animation. La sèrie es va començar a emetre al Japó el 4 d'abril de 1978 a les 19.30 a la NHK TV network. Va estar set mesos en antena, i va finalitzar amb l'últim episodi el 31 d'octubre 1978.
A Catalunya es va estrenar en català a TV3 amb el nom de Conan el 27 de febrer de 1991.

## Episodis
| Núm. | Títol                                                                | Data d'emissió original | Data d'emissió en català |
| ---- | -------------------------------------------------------------------- | ----------------------- | ------------------------ |
| 1    | Supervivents en una illa perduda Nokosarejima (のこされ島)           | 4 d'abril de 1978       | 27 de febrer de 1991     |
| 2    | La partença Tabidachi (旅立ち)                                       | 11 d'abril de 1978      |                          |
| 3    | El primer amic Hajimete no Nakama (はじめての仲間)                   | 18 d'abril de 1978      |                          |
| 4    | El Barracuda Barakūda-gō (バラクーダ号)                              | 25 d'abril de 1978      |                          |
| 5    | Indústria Industria (インダストリア)                                 | 9 de maig de 1978       |                          |
| 6    | La traïció de Dyce Daisu no Hangyaku (ダイスの反逆)                  | 16 de maig de 1978      |                          |
| 7    | La persecució Tsuiseki (追跡)                                        | 23 de maig de 1978      |                          |
| 8    | La fugida Tōbō (逃亡)                                                | 30 de maig de 1978      |                          |
| 9    | Pedaç, l'home misteriós Sarubēji sen (サルベージ船)                  | 6 de juny de 1978       |                          |
| 10   | El doctor Rao Rao Hakase (ラオ博士)                                  | 13 de juny de 1978      |                          |
| 11   | L'alliberament Dasshutsu (脱出)                                      | 20 de juny de 1978      |                          |
| 12   | El nucli de pedra Koa Burokku (コアブロック)                         | 27 de juny de 1978      |                          |
| 13   | High Harbour Haihābā (ハイハーバー)                                  | 4 de juliol de 1978     |                          |
| 14   | Un dia a High Harbour Shima no Ichinichi (島の一日)                  | 11 de juliol de 1978    |                          |
| 15   | L'Orus i la seva colla Kōchi (荒地)                                  | 18 de juliol de 1978    |                          |
| 16   | La nostra caseta Futari no Koya (二人の小屋)                         | 1 d'agost de 1978       |                          |
| 17   | La lluita Sentō (戦闘)                                               | 8 d'agost de 1978       |                          |
| 18   | El cuirassat Gan Bōto (ガンボート)                                   | 15 d'agost de 1978      |                          |
| 19   | L'ona gegantina Ōtsunami (大津波)                                    | 29 d'agost de 1978      |                          |
| 20   | El retorn a Indústria Futatabi Indasutoria He (再びインダストリアへ) | 12 de setembre de 1978  |                          |
| 21   | Habitants sota terra Chika no Jūmin-tachi (地下の住民たち)           | 19 de setembre de 1978  |                          |
| 22   | El salvament Kyūshutsu (救出)                                        | 25 de setembre de 1978  |                          |
| 23   | La Torre Solar Taiyō-tō (太陽塔)                                     | 3 d'octubre de 1978     |                          |
| 24   | El Gegant Giganto (ギガント)                                         | 17 d'octubre de 1978    |                          |
| 25   | La fi d'Indústria Indasutoria no Saigo (インダストリアの最期)        | 24 d'octubre de 1978    |                          |
| 26   | Un gran cercle Daidan'en (大団円)                                    | 31 d'octubre de 1978    |                          |